# فرانك ستاوت
فرانك ستاوت (بالإنجليزية: Frank Stout)‏ هو فنان ورسام أمريكي، ولد في 17 فبراير 1926 في لين في الولايات المتحدة، وتوفي في 13 أبريل 2012.